# 홍개미
홍개미(학명: Formica rufa)는 개미과에 속하는 개미의 한 종이다. 유럽에 널리 분포한다.
홍개미는 일개미들이 8~10mm까지 자란다. 이들은 상대적으로 큰 큰턱을 가지고 있으며 방어수단의 하나로 개미산을 쏜다. 폼산(개미산과 같음)은 1671년에 존 레이라는 영국인에 의해 추출되었는데 그는 다수의 홍개미를 으깨어서 폼산을 얻어내었다.
홍개미는 주로 둥지 근처의 무척추동물을 잡아먹고 산다. 이들의 둥지는 돔모양이며 상대적으로 크다. 한 둥지에 여러 여왕이 사는데, 여러 여왕이 사는 이런 둥지는 직경과 높이가 수m에 이를 수 있다. 홍개미는 호전적이며 다른 개미 종을 자신의 둥지 근처에서 공격하여 제거한다. 혼인 비행은 봄철에 이루어지며 이것은 봄철에 일어나는 전쟁으로서 알 수 있다. 홍개미의 일개미는 계급에 따라 모양새와 크기가 많이 다르다.
베르나르 베르베르의 <개미> 에 나오는 불개미는 바로 이 홍개미를 가리킨다.